# Amaurobius cretaensis
Amaurobius cretaensis är en spindelart som beskrevs av Jörg Wunderlich 1995. Amaurobius cretaensis ingår i släktet Amaurobius och familjen mörkerspindlar. Inga underarter finns listade i Catalogue of Life.